# 대한민국 임시정부의 수반 목록
대한민국 임시정부의 수반 목록은 대한민국 임시정부가 존재하던 기간의 대통령, 국무령, 주석의 명단이다. 공식적으로는 1919년부터 1925년까지는 대통령이, 1925년부터 1927년까지의 기간에는 국무령이, 1927년부터 해방 직후까지는 주석이 대한민국 임시정부의 수반으로 활동하였다.

## 역대 수반 명단
아래의 명단에는 대리의 경우도 포함한다.
| 대     | 이름   | 초상                               | 임기                                                                             | 정당                              | 부수반¹                                 | 정부 구성                            | 정부 소재지                | 비고                 |
| ------ | ------ | ---------------------------------- | -------------------------------------------------------------------------------- | --------------------------------- | --------------------------------------- | ------------------------------------ | -------------------------- | -------------------- |
| 초대   | 이승만 |                                    | 1919년 4월 11일 ~ 9월 11일 (국무총리) 1919년 9월 11일 ~ 1925년 3월 23일 (대통령) |                                   | 안창호 이동휘 신규식 노백린 김구 박은식 | 이원집정부제                         | 상하이                     |                      |
| 2      | 박은식 |                                    | 1925년 3월 23일 ~ 1925년 7월 7일 (대통령)                                        |                                   | 노백린                                  | 이원집정부제                         | 상하이                     |                      |
| 3      | 이상룡 |                                    | 1925년 7월 7일 ~ 1926년 2월 18일                                                 |                                   | -                                       | 국무령제                             | 상하이                     |                      |
| (지명) | 양기탁 |                                    | 1926년 2월 18일 ~ 1926년 4월 29일                                                | 고려혁명당                        | -                                       | 국무령제                             | 상하이                     | 취임 거부            |
| (대리) | 이동녕 |                                    | 1926년 4월 29일 ~ 1926년 5월 3일                                                 |                                   | -                                       | 국무령제                             | 상하이                     | 임시의정원 의장      |
| (지명) | 안창호 |                                    | 1926년 5월 3일 ~ 1926년 5월 16일                                                 |                                   | -                                       | 국무령제                             | 상하이                     | 기호파 반발로 낙마   |
| (대리) | 이동녕 |                                    | 1926년 5월 16일 ~ 1926년 7월 7일                                                 |                                   | -                                       | 국무령제                             | 상하이                     | 임시의정원 의장      |
| 4      | 홍진   |                                    | 1926년 7월 7일 ~ 1926년 12월 9일                                                 |                                   | -                                       | 국무령제                             | 상하이                     | 유일당운동 위해 사퇴 |
| 5      | 김구   |                                    | 1926년 12월 10일 ~ 1927년 8월 19일                                               |                                   | -                                       | 국무령제                             | 상하이                     | 집단지도체제 개헌    |
| 6      | 이동녕 |                                    | 1927년 8월 19일 ~ 1930년 11월 18일                                               | 한국독립당                        | -                                       | 국무위원 집단지도체제 (위원장: 주석) | 상하이                     |                      |
| 7      | 이동녕 | 1932년 11월 18일 ~ 1933년 11월     | 김구                                                                             | 한국독립당                        | 국무령직 부활                           | 국무위원 집단지도체제 (위원장: 주석) | 상하이                     |                      |
| 8      | 양기탁 |                                    | 1933년 12월 30일 ~ 1935년 9월 1일                                                |                                   | 송병조                                  | 국무위원 집단지도체제 (위원장: 주석) | 항저우                     |                      |
| 9      | 이동녕 |                                    | 1935년 11월 2일 ~ 1939년 10월 23일                                               | 한국국민당                        | 이동녕                                  | 국무위원 집단지도체제 (위원장: 주석) | 자싱 난징 창사 광저우 치장 |                      |
| 10     | 이동녕 | 1939년 10월 23일 ~ 1940년 3월 13일 | 류동렬                                                                           | 한국국민당                        | 참모부장직 신설                         | 국무위원 집단지도체제 (위원장: 주석) | 자싱 난징 창사 광저우 치장 |                      |
| 11     | 김구   |                                    | 류동렬                                                                           | 1940년 3월 13일 ~ 1940년 10월 8일 | 한국독립당                              | 국무위원 집단지도체제 (위원장: 주석) | 충칭                       |                      |
| 12     | 김구   | 1940년 10월 8일 ~ 1944년 4월 6일   | 김규식                                                                           | 주석제                            | 한국독립당                              | 주석제 개헌                          | 충칭                       |                      |
| 13     | 김구   | 1944년 4월 6일 ~ 1947년 3월 3일    | 김규식                                                                           | 주석제                            | 한국독립당                              |                                      |                            |                      |
| 14     | 이승만 |                                    | 1947년 3월 3일 ~ 1947년 9월                                                      | 주석제                            | 대한독립촉성국민회                      | 김구                                 | 서울                       |                      |
| 15     | 이승만 | 1947년 9월 ~ 1948년 8월 15일       |                                                                                  | 주석제                            | 대한독립촉성국민회                      | 김구                                 | 서울                       |                      |

¹: 1919년부터 1925년 사이에는 국무총리가, 1939년부터 1940년까지는 참모부장이, 1940년부터 해방 직후까지는 부주석이 수반을 보좌하는 역할을 하였다.

## 역대 부수반 명단
1940년 이후의 부주석을 기술한다.
| 대수 | 이름            | 초상 | 임기 시작       | 임기 종료       |
| ---- | --------------- | ---- | --------------- | --------------- |
| 초대 | 김규식 (金奎植) |      | 1940년 10월 8일 | 1944년 4월 22일 |
| 2    | 김규식 (金奎植) |      | 1944년 4월 23일 | 1947년 3월      |
| 3    | 김구 (金九)     |      | 1947년 3월      | 1947년 9월      |
| 4    | 김구 (金九)     |      | 1947년 9월      | 1948년 8월 15일 |

## 같이 보기
- 대한민국의 대통령 목록
- 대한민국의 부통령 목록
- 대한민국 임시정부의 국무총리
- 대한민국 임시정부의 각료